# NGC 6503
NGC 6503 är en fältgalax, dvärgspiralgalax, i stjärnbilden Draken, som upptäcktes den 22 juli 1854 av den tyske astronomen Arthur von Auwers. Galaxen har en vinkelstorlek på 7,1 × 2,4 bågminuter och en skenbar visuell magnitud på 10,2. Den ligger på ett avstånd av 18 miljoner ljusår från Vintergatan. NGC 6503 kan bilda den avlägsna spetsen av en lång kedja av galaxer som sträcker sig ut i det lokala tomrummet och bildar en galaxfilament som sträcker sig över 26 miljoner ljusår (8 Mparsec).
Galaxens galaktiska plan lutar med en vinkel av 78 ± 3° till himmelsplanet, med storaxeln i dess ovala profil inriktad längs en positionsvinkel på 121°. Den morfologiska klassificeringen av NGC 6502 är SAB:(s)bc. Denna anger en stavspiralgalax (SAB:) utan inre ringstruktur(er) och måttligt slingrande spiralarmar (bc). Emellertid tyder ':'-notationen på en viss osäkerhet kring klassificeringen. Äldre verk gav den klassen SA(s)bc; det vill säga ingen stav.
Ett möjligt stavsystem har rapporterats genom infraröda observationer, sett från jordens perspektiv. Ultravioletta observationer visar en ung, inre stjärnbildande ring som omger staven. Ringen har en radie mellan 1 och 2,5 kparsec från kärnan. Det finns en skiva av neutralt väte som är större i utsträckning än galaxens optiska skiva. Denna extraplanära gas är mestadels resultatet av stjärnbildningsaktivitet, snarare än kall gas som ackumuleras. Det finns bevis för en LINER-typ eller Seyfert 2-kärna.
NGC 6503 har en känd satellitgalax, känd som KK 242. Med en stjärnmassa på cirka 3 miljoner solmassor ligger KK 242 på gränsen mellan en irreguljär dvärggalax (dIrr) och en sfäroidal dvärggalax (dSph).

## Galleri

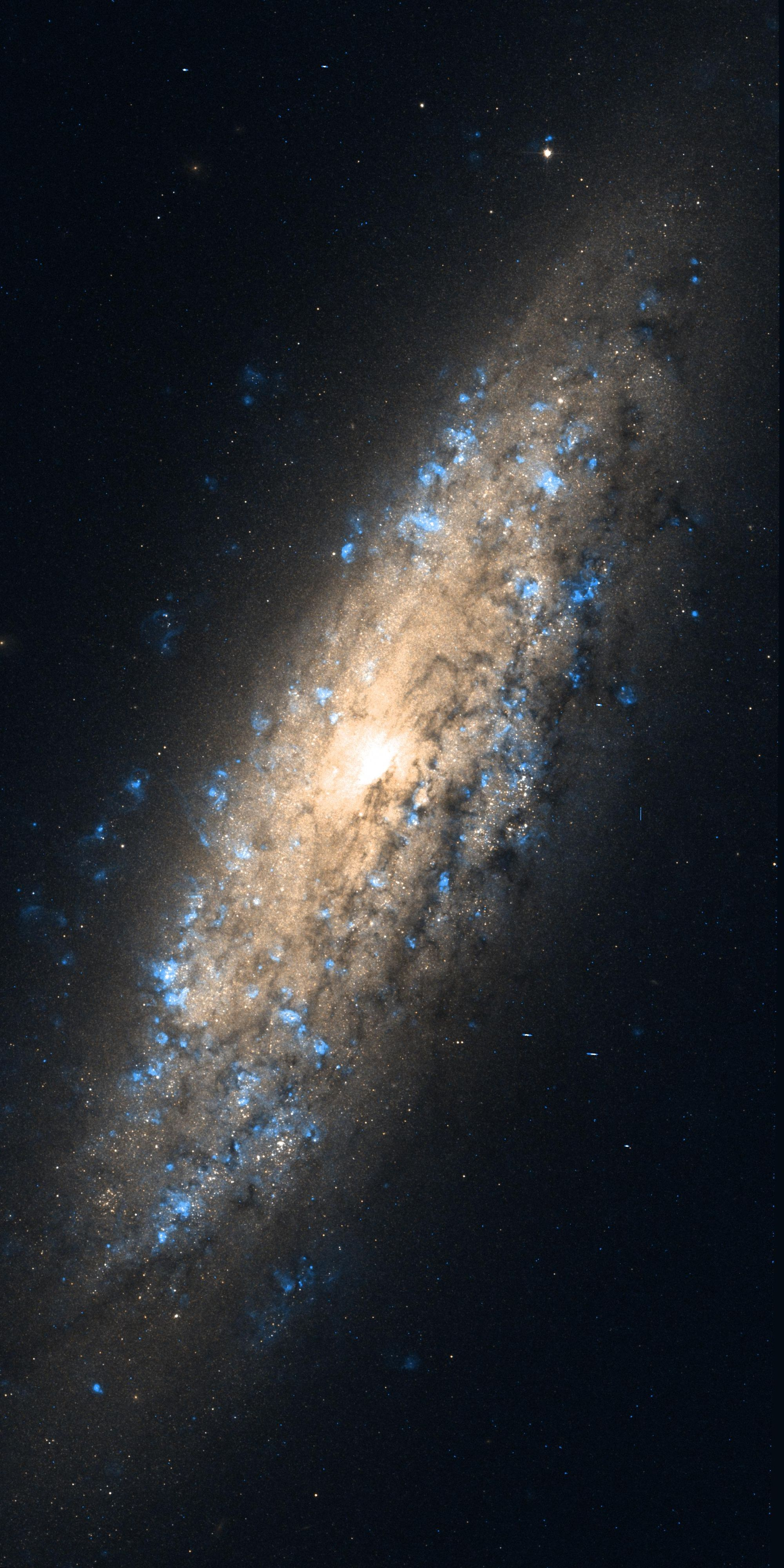
NGC 6503 avbildad med Hubbleteleskopet
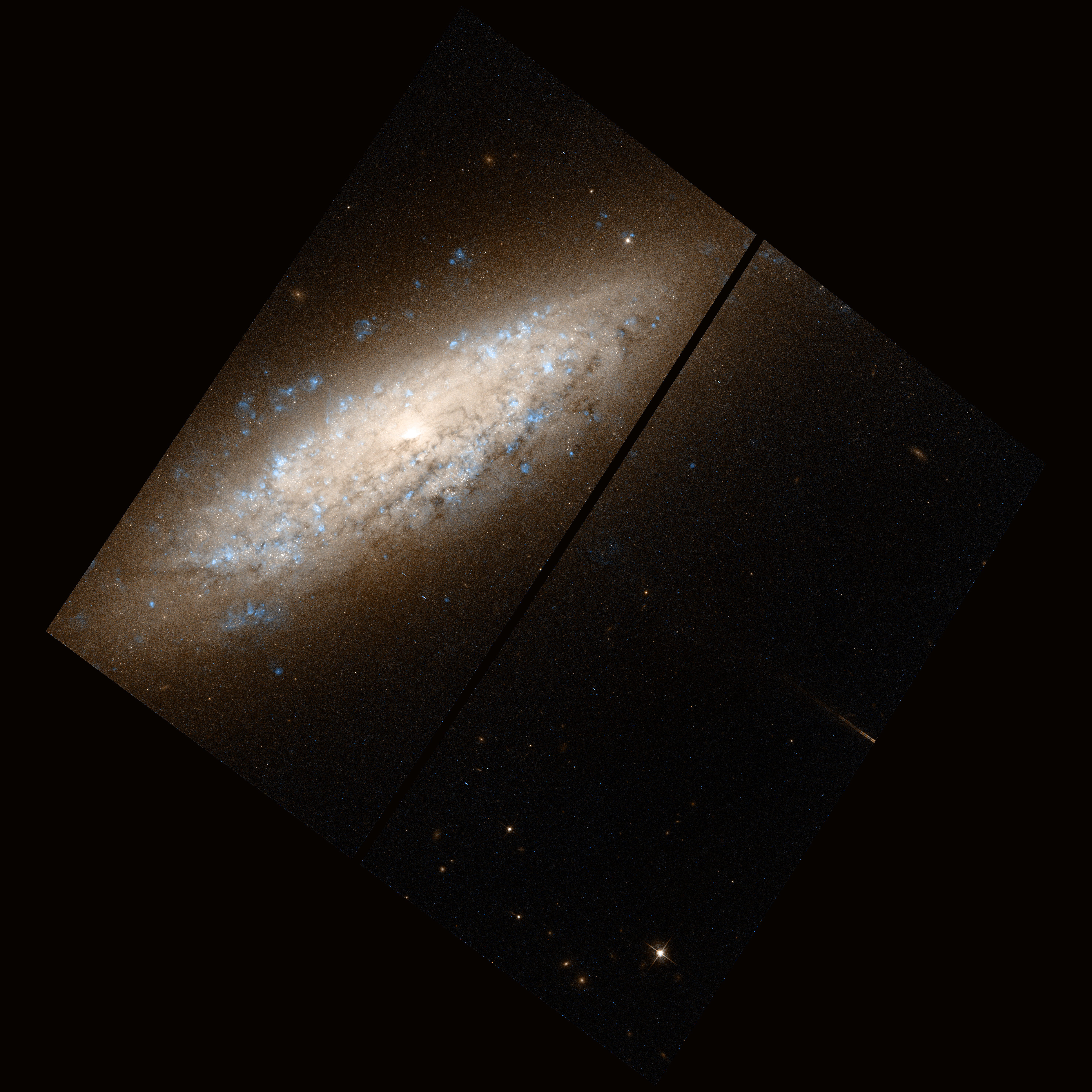
NGC 6503 (Hubbleteleskopet)
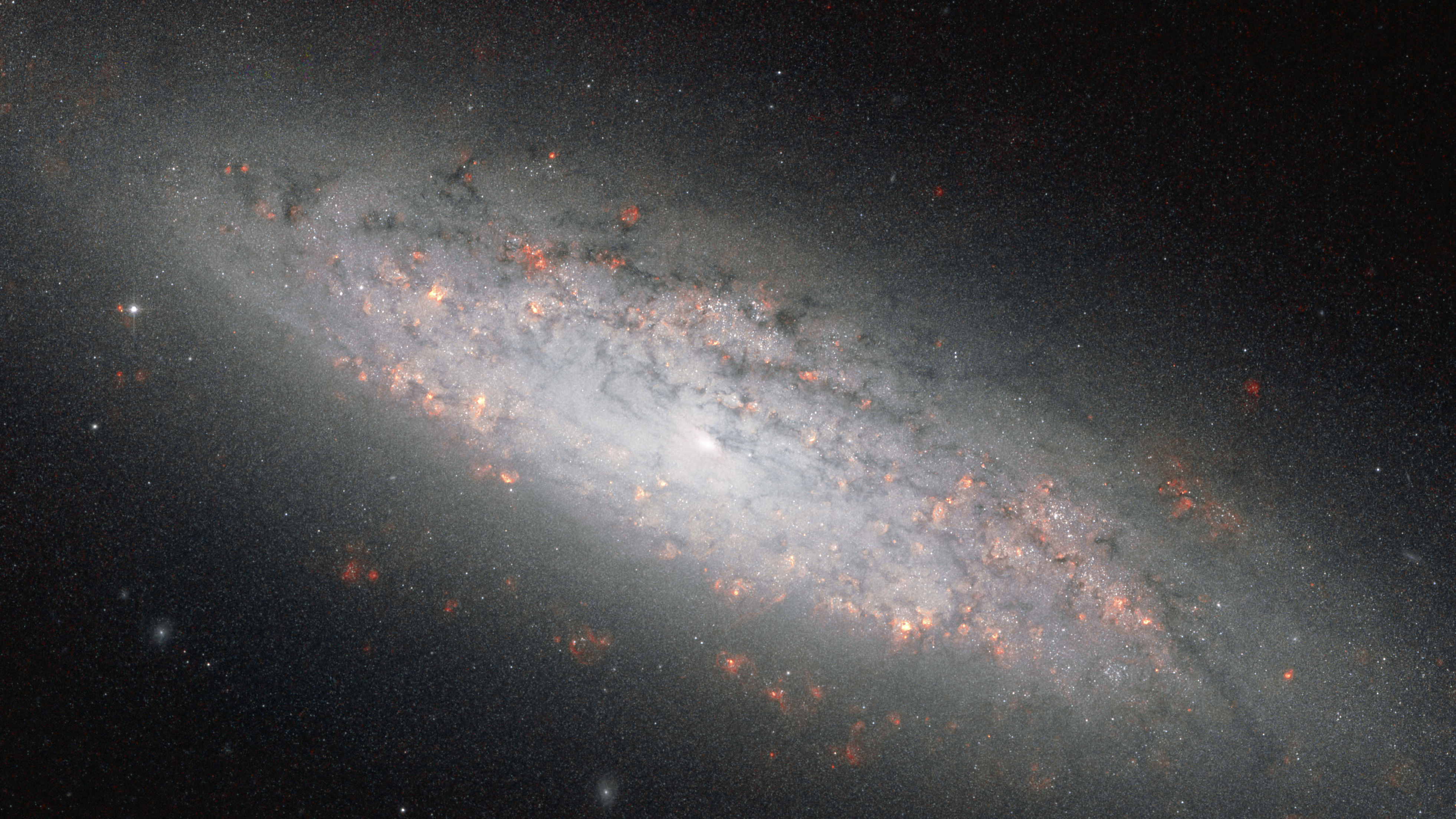
NGC 6503 från Hubble.